# سباغيتي
السباغيتي (بالإيطالية: spaˈɡetti)‏ هي نوع من المعكرونة الطويلة، والرفيعة، والصلبة، والاسطوانية. تُعد من الأطعمة الأساسية في المطبخ الإيطالي التقليدي.
تُصنع من القمح المطحون والماء، وأحيانًا يُضاف لها الفيتامينات والمعادن. عادةً ما تُصنع السباغيتي الإيطالية من السَّمِيد. وغالبًا ما يكون لونها أبيض نظرًا لاستخدام الدقيق المكرر، ولكن يمكن إضافة دقيق القمح الكامل.
يُطلق على الشكل الأكثر سُمكًا من السباغيتي اسم سباغيتوني (بالإيطالية: Spaghettoni)‏، وعلى الشكل الأرفع اسم سباغيتيني (بالإيطالية: spaghettini)‏، وعلى الشكل الرفيع جدًا اسم كابيليني (بالإيطالية: Capellini)‏، في حين أن اسم فيرميتشيللي (بالإيطالية: vermicelli)‏ يُشير إلى ذات السُّمك المتوسط.

## علم التأثيل (أصل الكلمة)
هي صيغة الجمع للكلمة الإيطالية سباغيتو، وصيغة التصغير لكلمة سباغو التي تعني (الخيط الرفيع) أو (الحبل الرفيع).

## المكونات
تُصنع السباغيتي من الحبوب المطحونة (الدقيق) والماء. كما تتوفر أنواع مصنوعة من القمح الكامل.

## التاريخ
وَردت أول إشارة لكلمة المعكرونة (بالإنجليزية: Pasta)‏ في التَّلْمُودُ خلال القرن الخامس الميلادي؛ حيثُ ذُكرت المعكرونة المجففة التي تُطهى عن طريق الغليان، مما جعلها طعامًا قابلاً للتنقل بسهولة.
يُرجح بعض المؤرخين أن العرب كانوا وراء إدخال المعكرونة إلى أوروبا خلال فترة غزوهم لصقلية. ويعتقد الجغرافي محمد الإدريسي في كتابه نزهة المشتاق أن المعكرونة بدأت تأخذ شكلها الطويل والرفيع لأول مرة في الغرب، وتحديداً في صقلية خلال القرن الثاني عشر. انتشرت شعبية السباغيتي في جميع أنحاء إيطاليا بعد إنشاء مصانع السباغيتي في القرن التاسع عشر، مما أتاح الإنتاج الضخم للسباغيتي لتلبية احتياجات السوق الإيطالية.

## التصنيع والإنتاج

### السباغيتي الطازجة

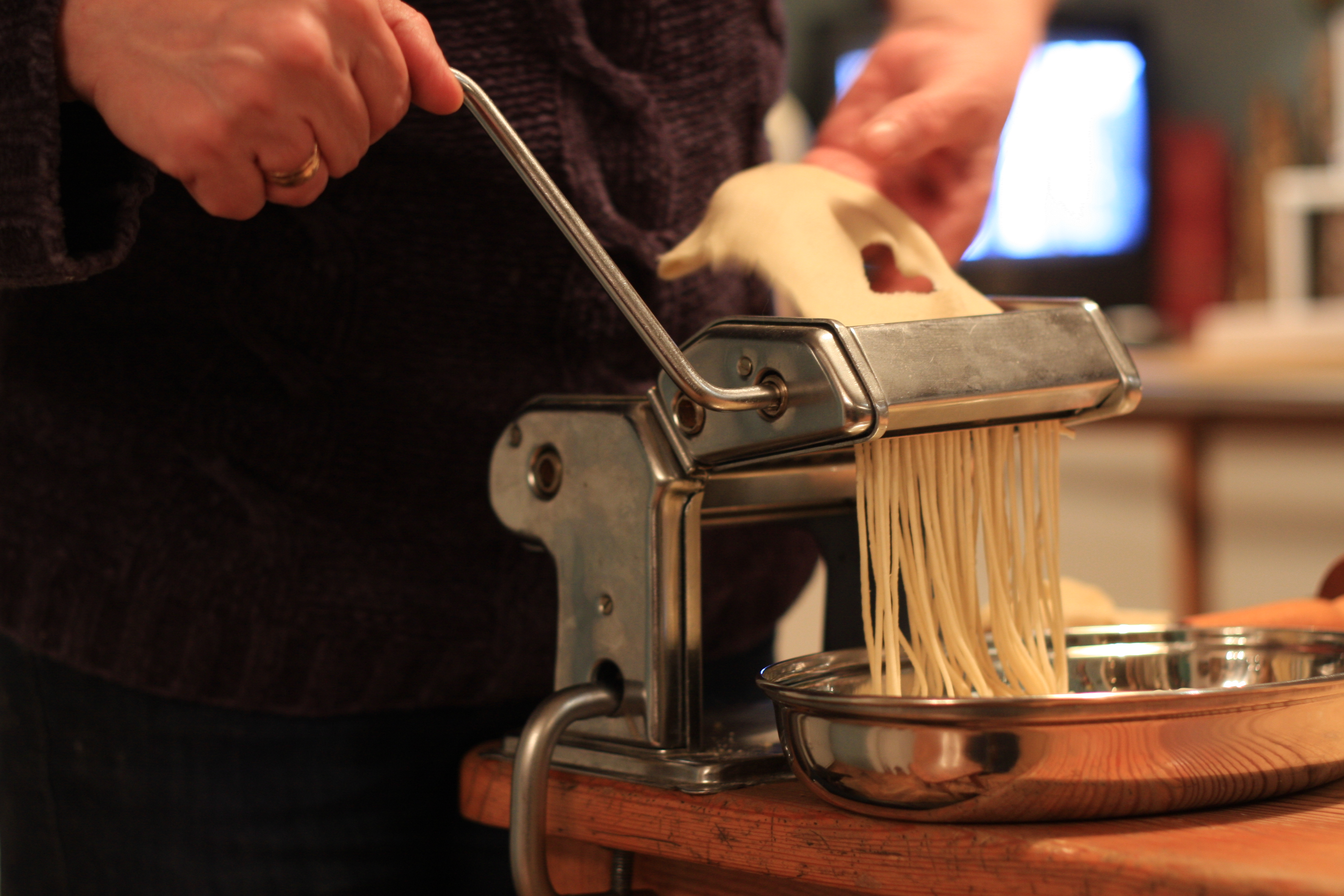
تحضير السباغيتي الطازجة باستخدام آلة المعكرونة اليدوية.

يمكن إعداد المعكرونة في المنزل؛ عن طريق تقطيع رقائق العجين المسطحة إلى شرائط، بدلاً من الشكل الإسطواني المعتاد. تحتوي بعض آلات المعكرونة على ملحق خاص مزود بثقوب دائرية لضغط السباغيتي، أو بكرات مصممة للشكل الإسطواني.
يمكن تحضير السباغيتي يدويًا عن طريق دحرجة كرة من العجين على سطح مستوٍ لتأخذ الشكل الإسطواني. يُسحب الطرفان بعيدًا، ثم تُجمع لتشكيل قطع عجين إسطوانية مزدوجة. تُكرر العملية حتى تصل المعكرونة إلى السماكة المطلوبة، ثم تُقطع الأطراف وتُعلق لتجفيفها. وتُطهى السباغيتي الطازجة عادةً خلال ساعات من تشكيلها.

### السباغيتي المجففة
تُنتج السباغيتي المجففة في المصانع باستخدام آلات ضغط دوارة. على الرغم من بساطة العملية، فإنها تتطلب دقة في التفاصيل لضمان خلط وعجن المكونات بشكل متجانس ودون فقاعات هواء. يجب تبريد القوالب بالماء لمنع تلف المعكرونة من الحرارة الزائدة. كما يجب التحكم بعناية في تجفيف السباغيتي الجديدة لتفادي التصاق الخيوط، مع الحفاظ على مستوى كافٍ من الرطوبة لتجنب الهشاشة. تطورت طرق التعبئة لحماية المعكرونة وعرضها من التغليف الورقي إلى الأكياس والصناديق البلاستيكية.

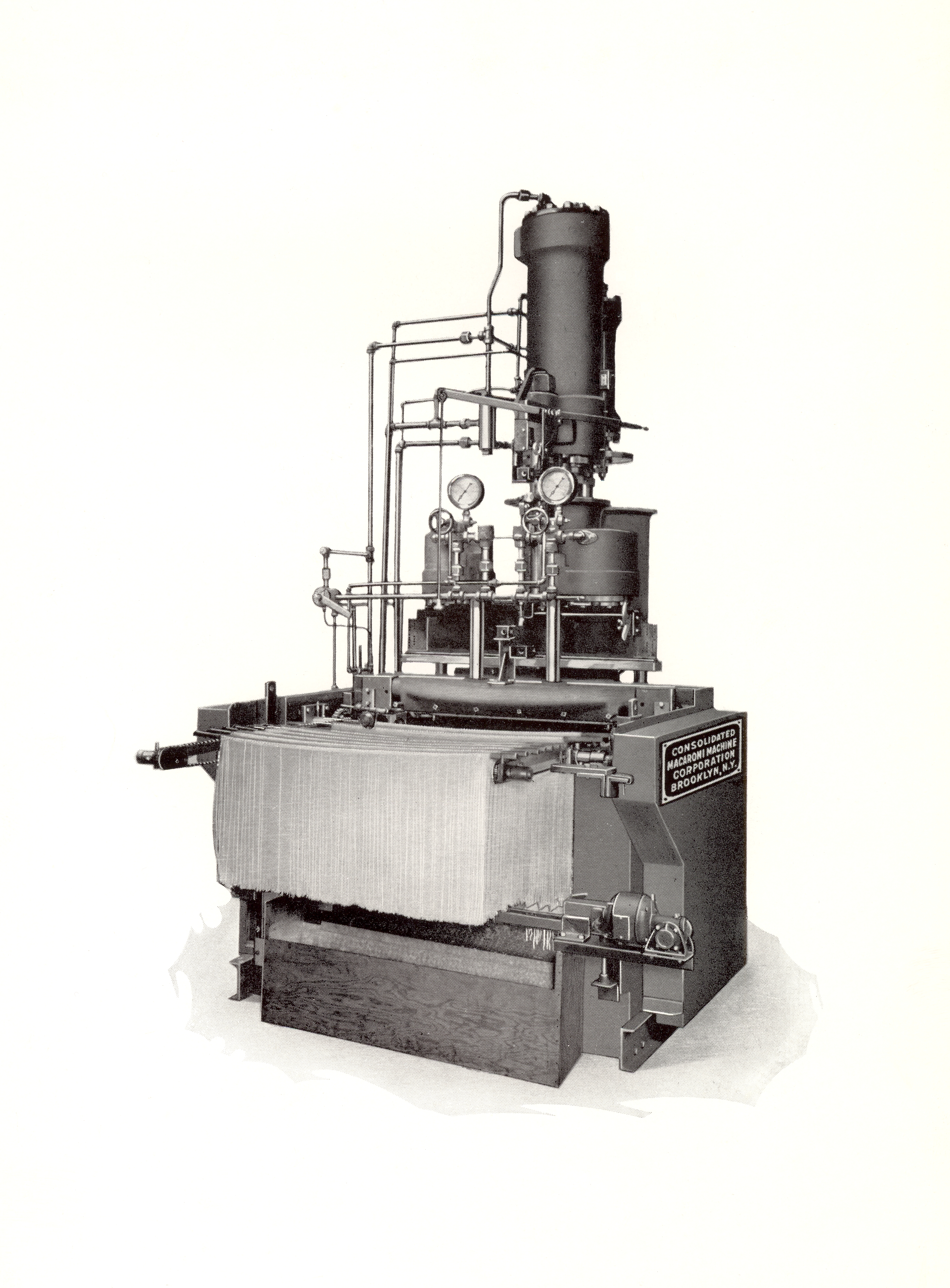
مكبس هيدروليكي مزود بآلة نشر أوتوماتيكية من إنتاج شركة آلات المعكرونة المجمعة (بالإنجليزية: Consolidated Macaroni Machine Corporation)‏.
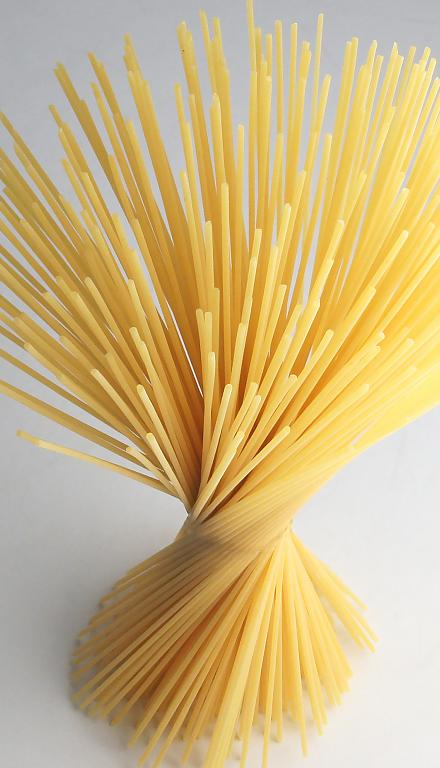
السباغيتي المجففة.
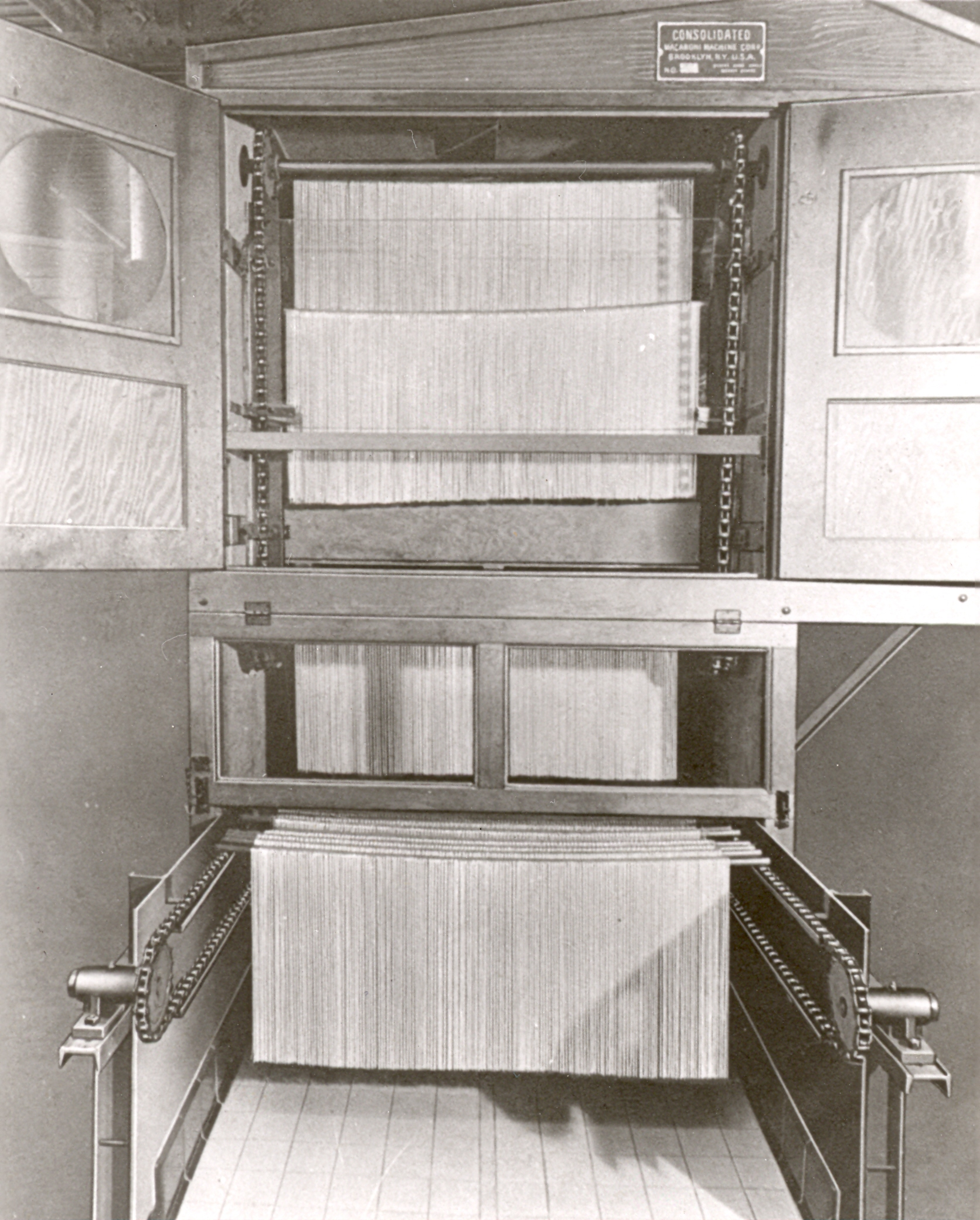
مجفف صناعي للسباغيتي أو غيرها من منتجات المعكرونة الطويلة، أيضًا من شركة آلات المعكرونة المجمعة.
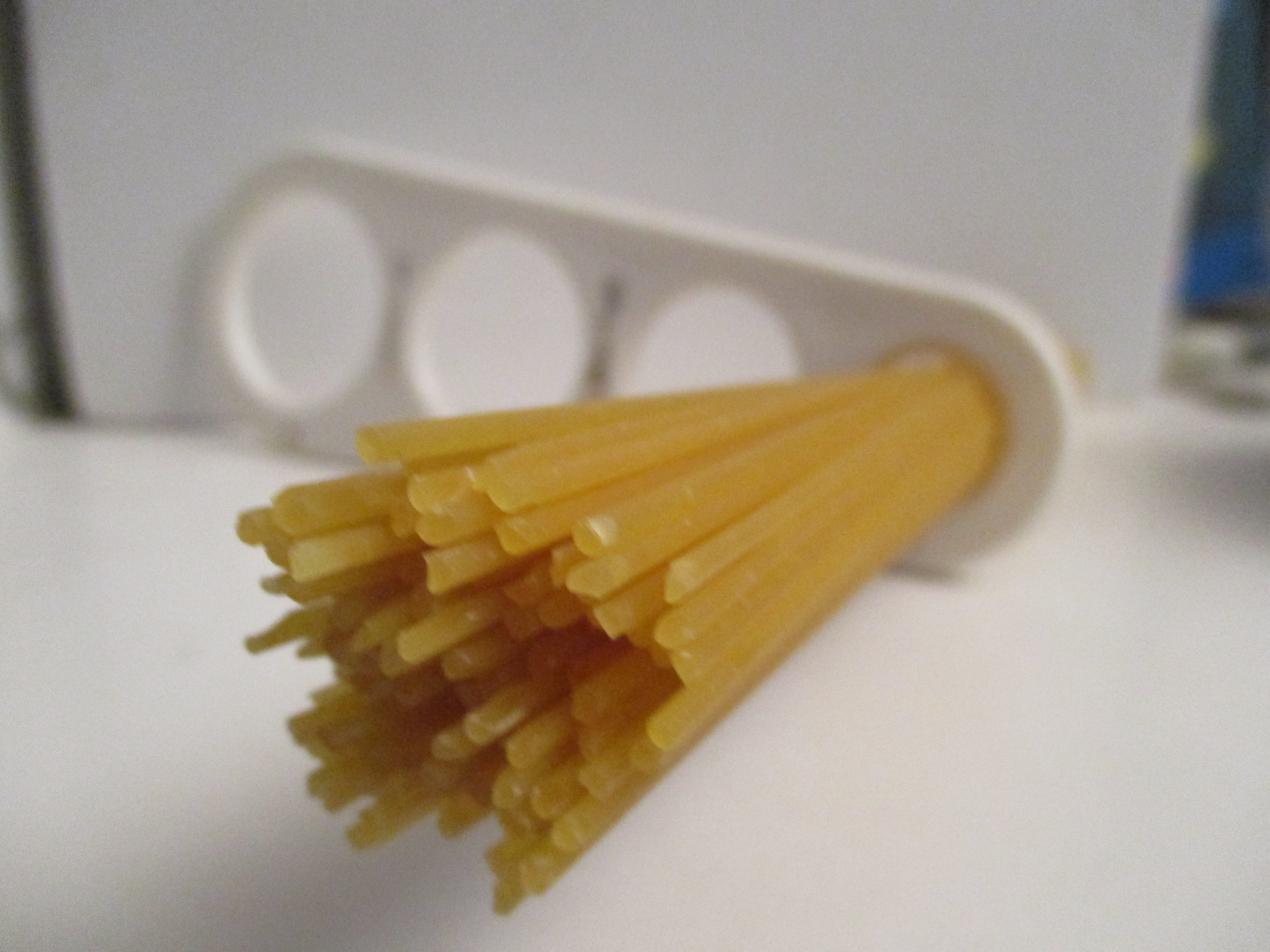
سباغيتي مجففة مقاسة باستخدام (مقياس السباغيتي).

## التحضير
تُطهى السباغيتي الطازجة أو المجففة في قدر كبير من الماء المغلي المملح، ثم تُصفى في مصفاة (بالإيطالية: scolapasta)‏، أما سباغيتوني فهو نوع أسمك من السباغيتي يستغرق وقتًا أطول للطهي، بينما سباغيتيني هو نوع أرق يحتاج إلى وقت أقل. كابيليني هو نوع رفيع جدًا من السباغيتي يُطهى بسرعة كبيرة.

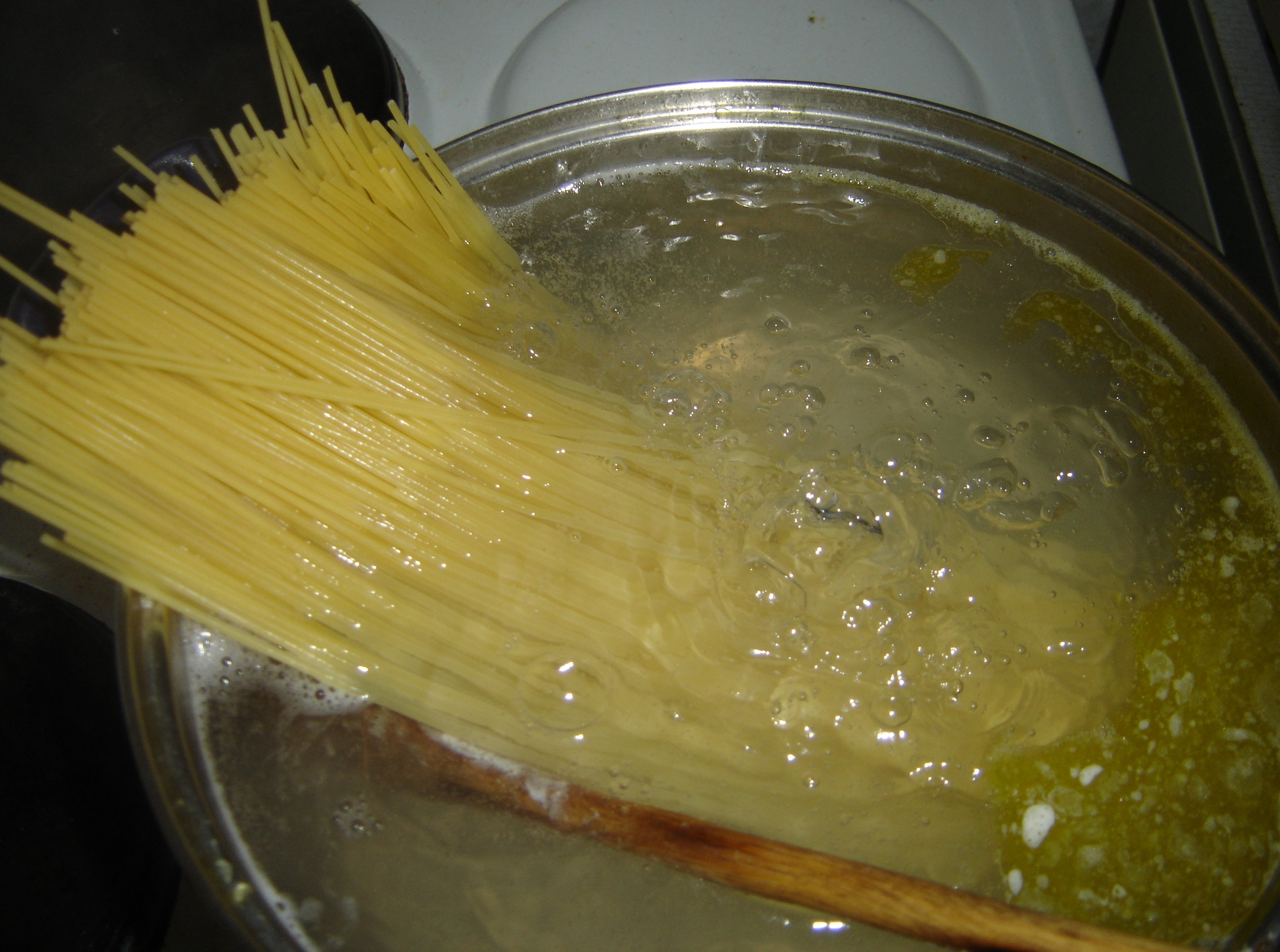
ضع السباغيتي في وعاء على النار يحتوي على ماء.
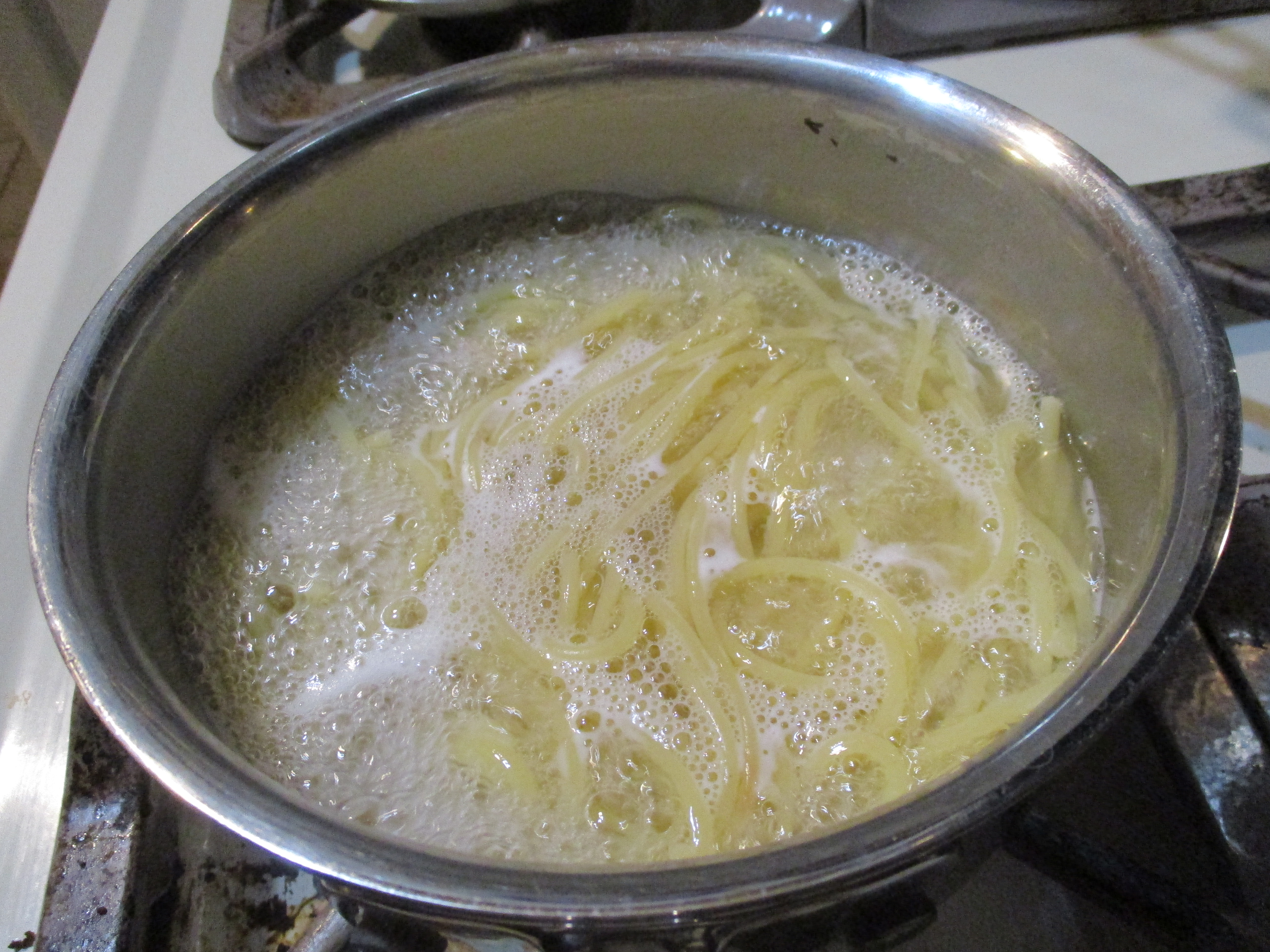
انتظر حتى تُطهى السباغيتي جيدًا ويصل الماء إلى مرحلة الغليان.
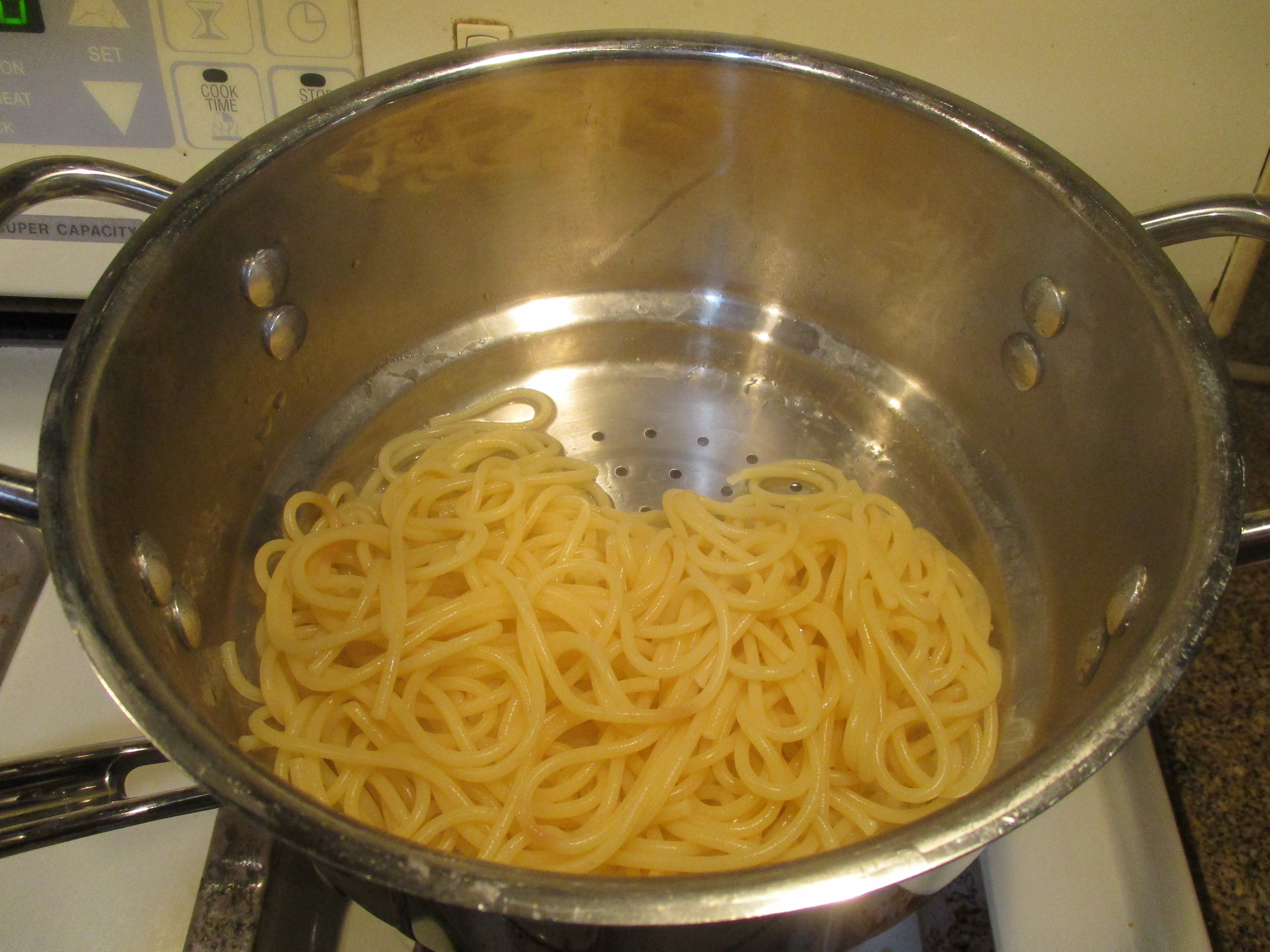
بعد الانتهاء، قم بتصفية الماء من السباغيتي.

تشمل أهم الأدوات المستخدمة في تحضير السباغيتي مغرفة السباغيتي وملاقط السباغيتي.

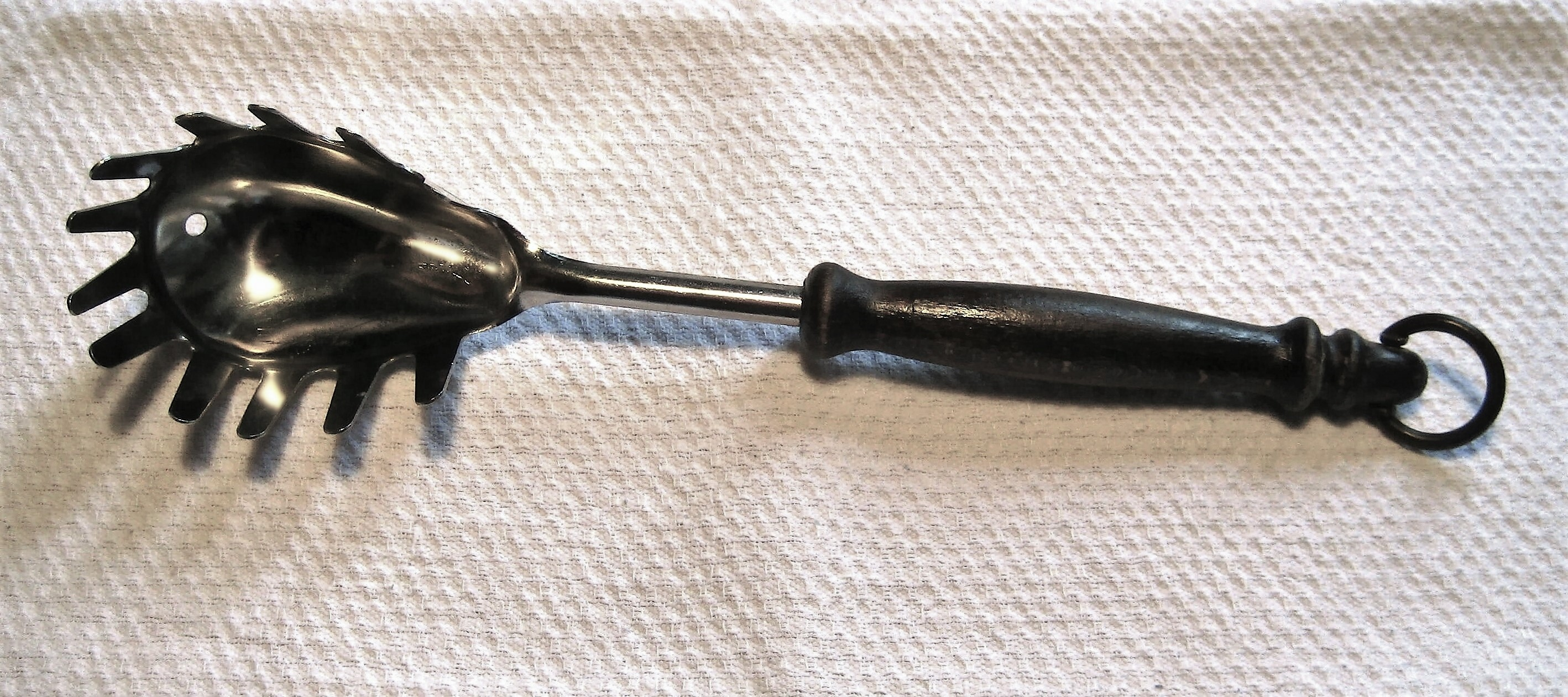
مغرفة السباغيتي.
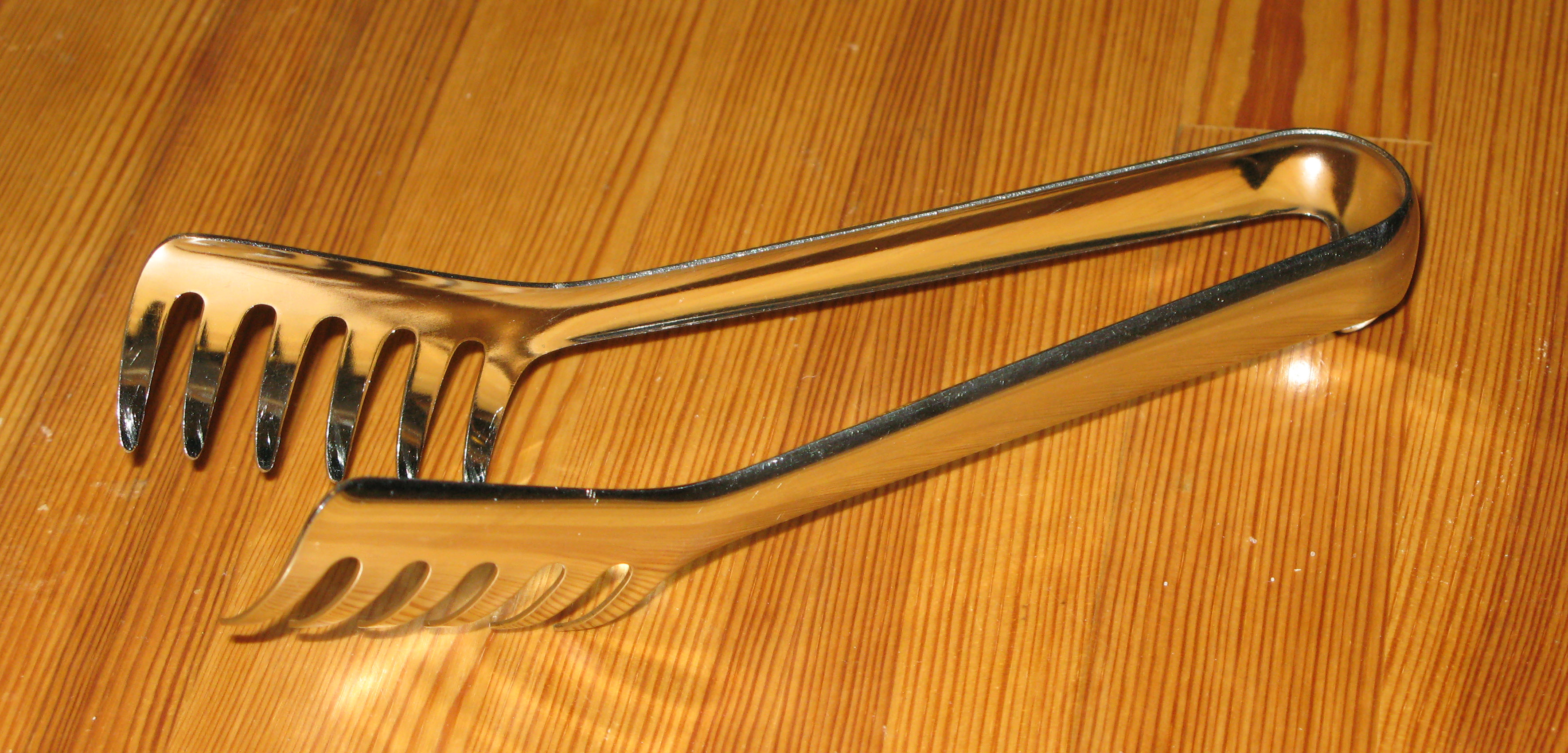
ملقط السباغيتي.

## التقديم
تُعتبر السباغيتي رمزًا للمطبخ الإيطالي، وغالبًا ما تُقدَّم مع صلصة الطماطم التي قد تحتوي على مجموعة من الأعشاب (مثل: الريحان)، وزيت الزيتون، أو اللحم، أو الخضار. وتُعتبر السباغيتي الفلبينية نوعًا شائعًا يتميز بحلاوته، حيث تُحلى صلصة الطماطم باستخدام صلصلة الموز أوالسكر. عادةً ما تحتوي على كمية كبيرة من اللحم المفروم، والنقانق المقطعة.

## معرض الصور

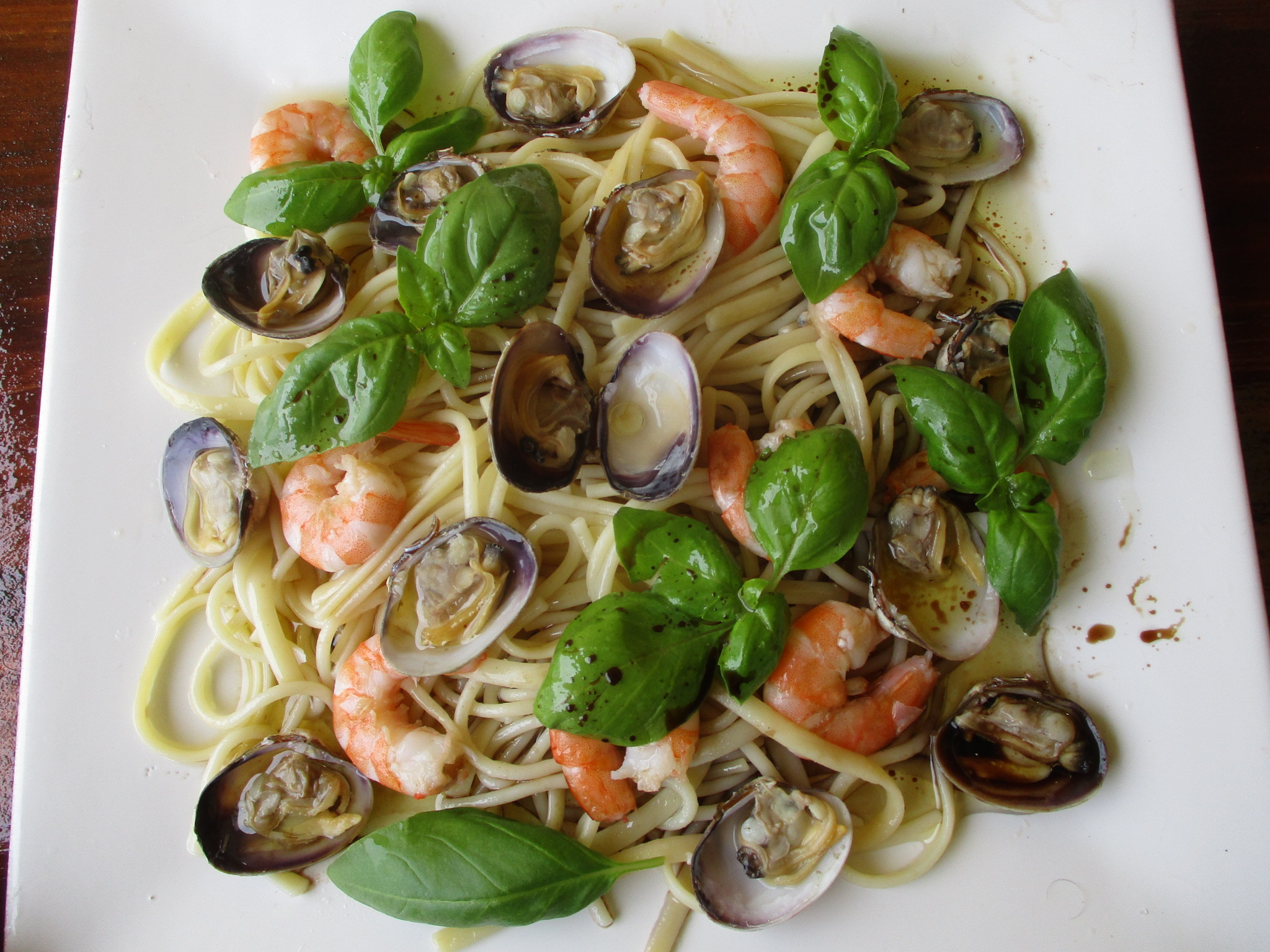
طبق سباغتي بالمحار والريحان.
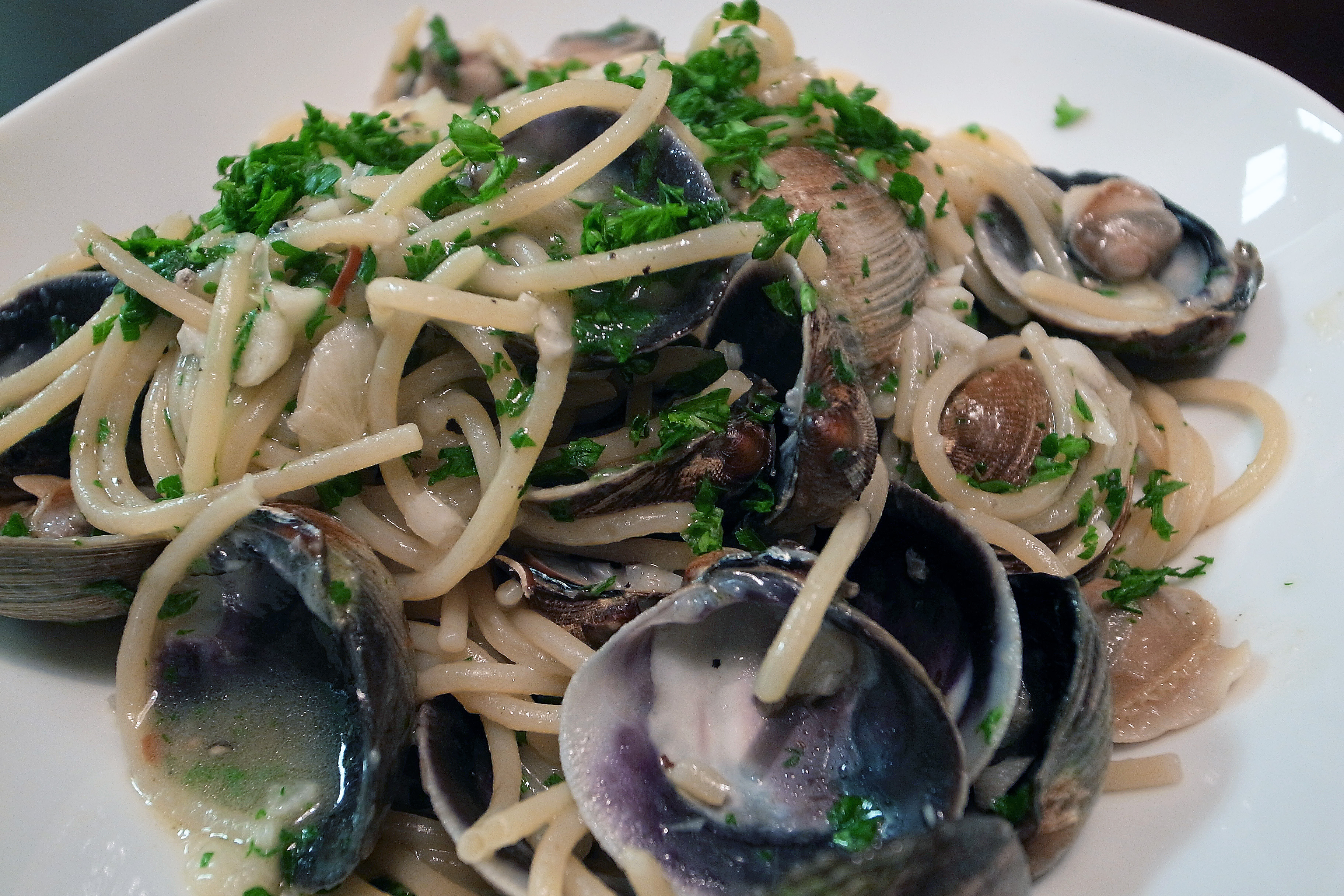
طبق سباغتي بحري.
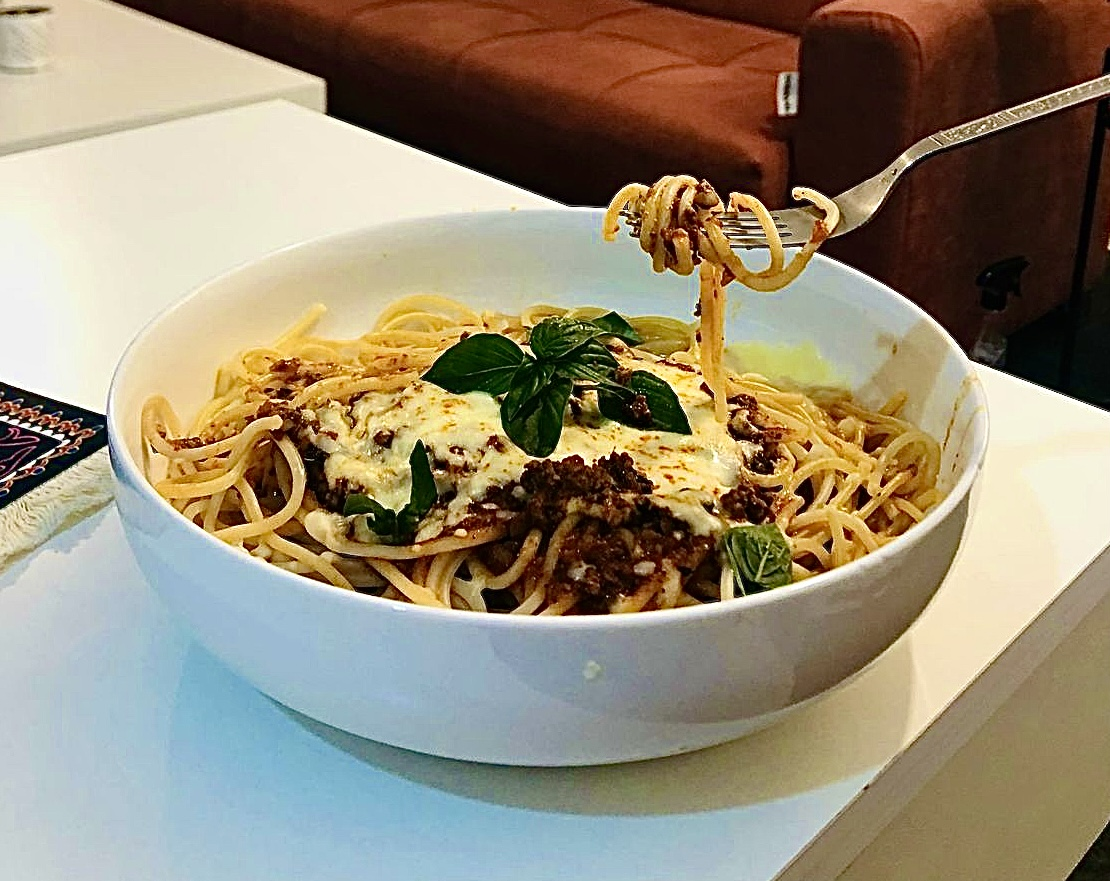
طبق سباغتي مع لحم الخاروف.
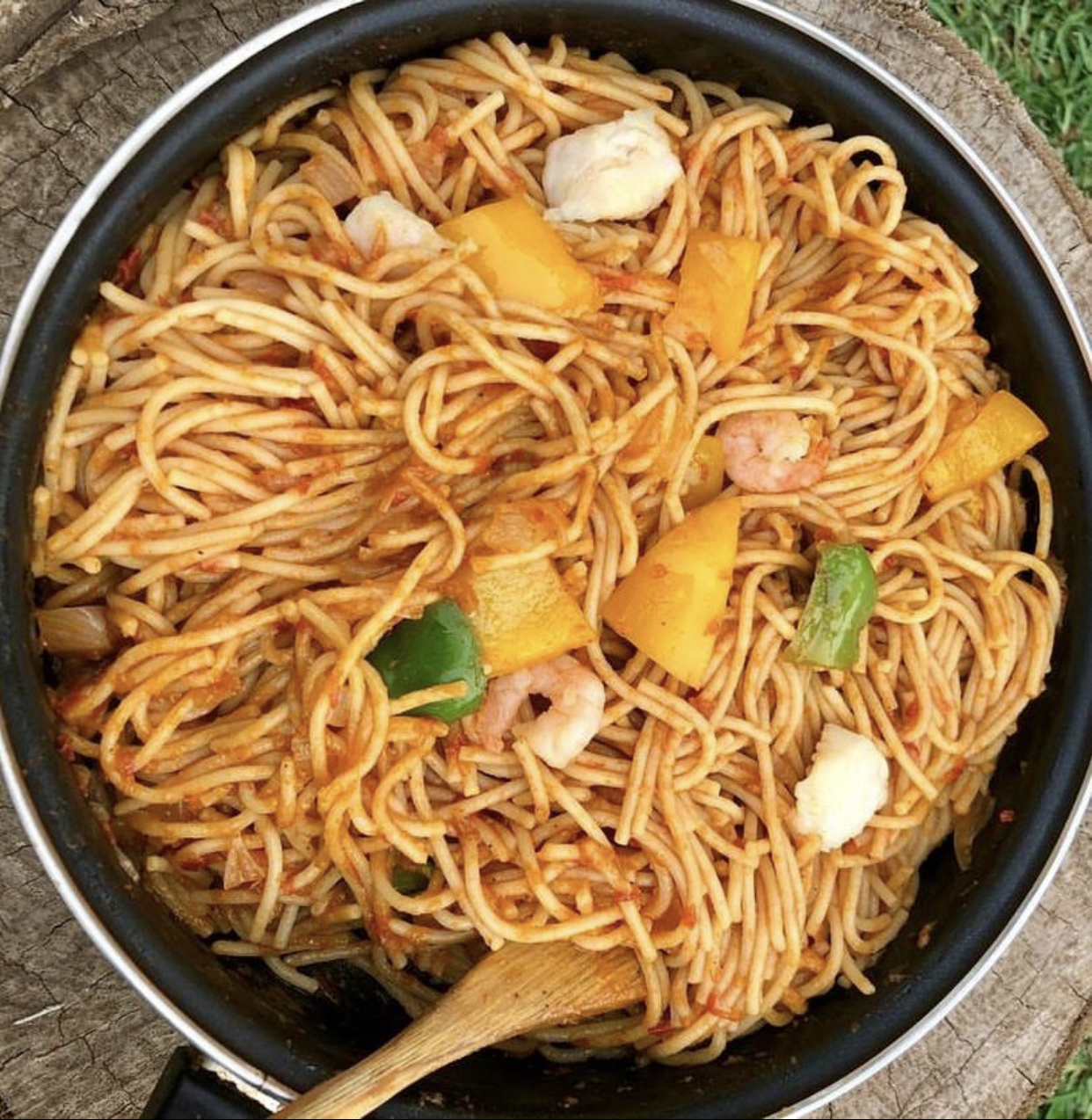
طبق سباغتي من دولة غانا.
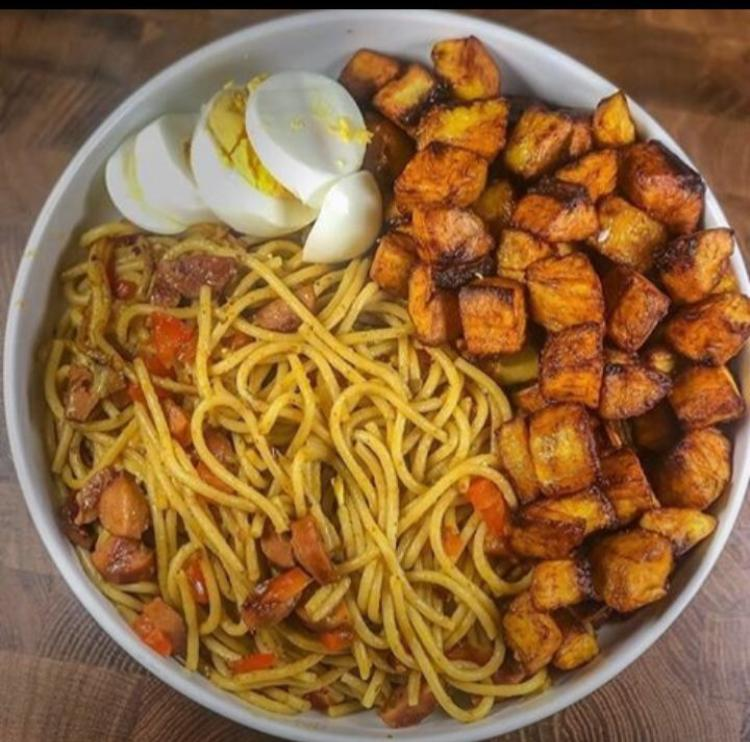
طبق سباغتي مع موز الجنة والبيض المسلوق.
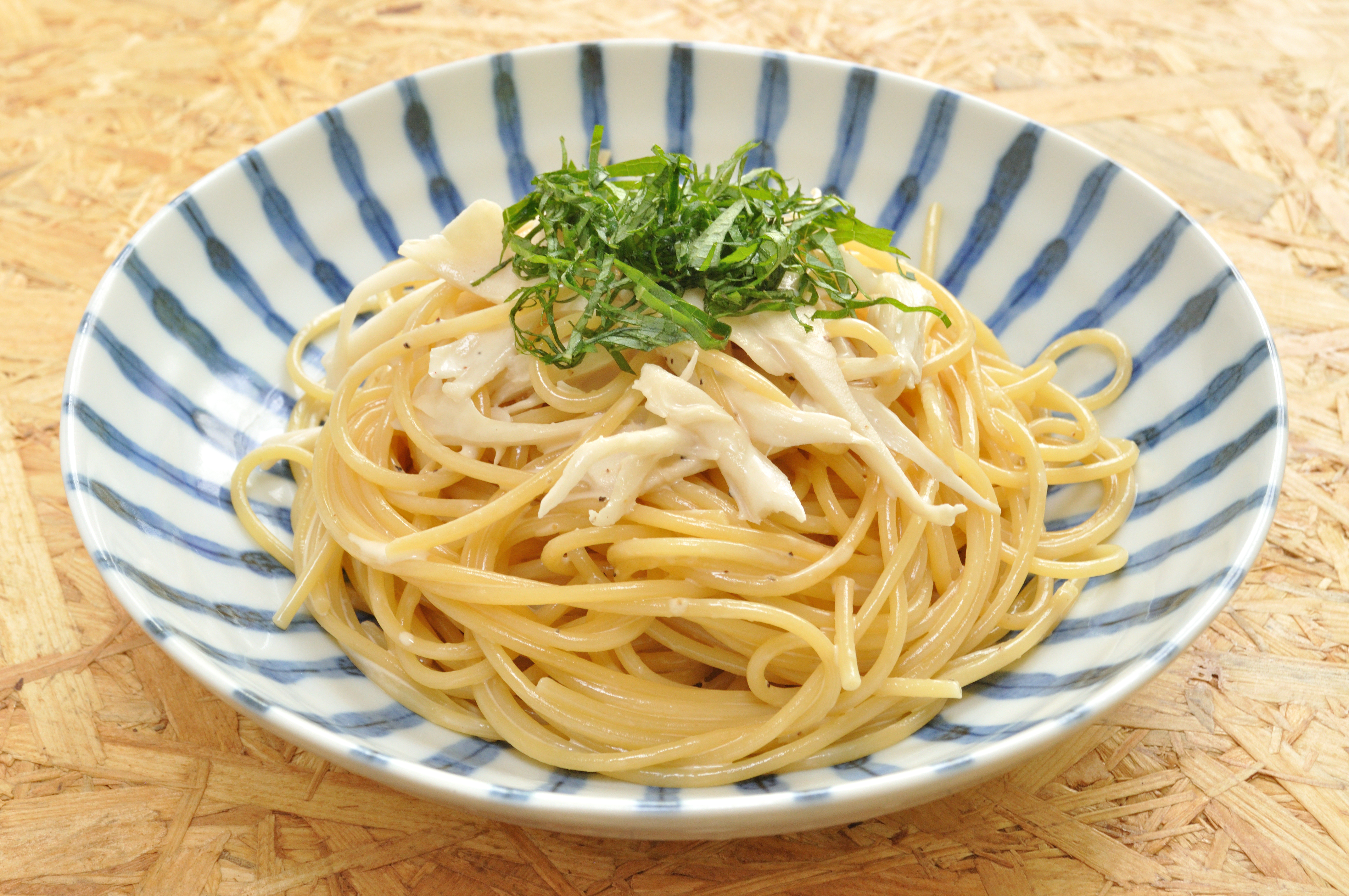
طبق سباغتي بالمايونيز وصوص الصويا.
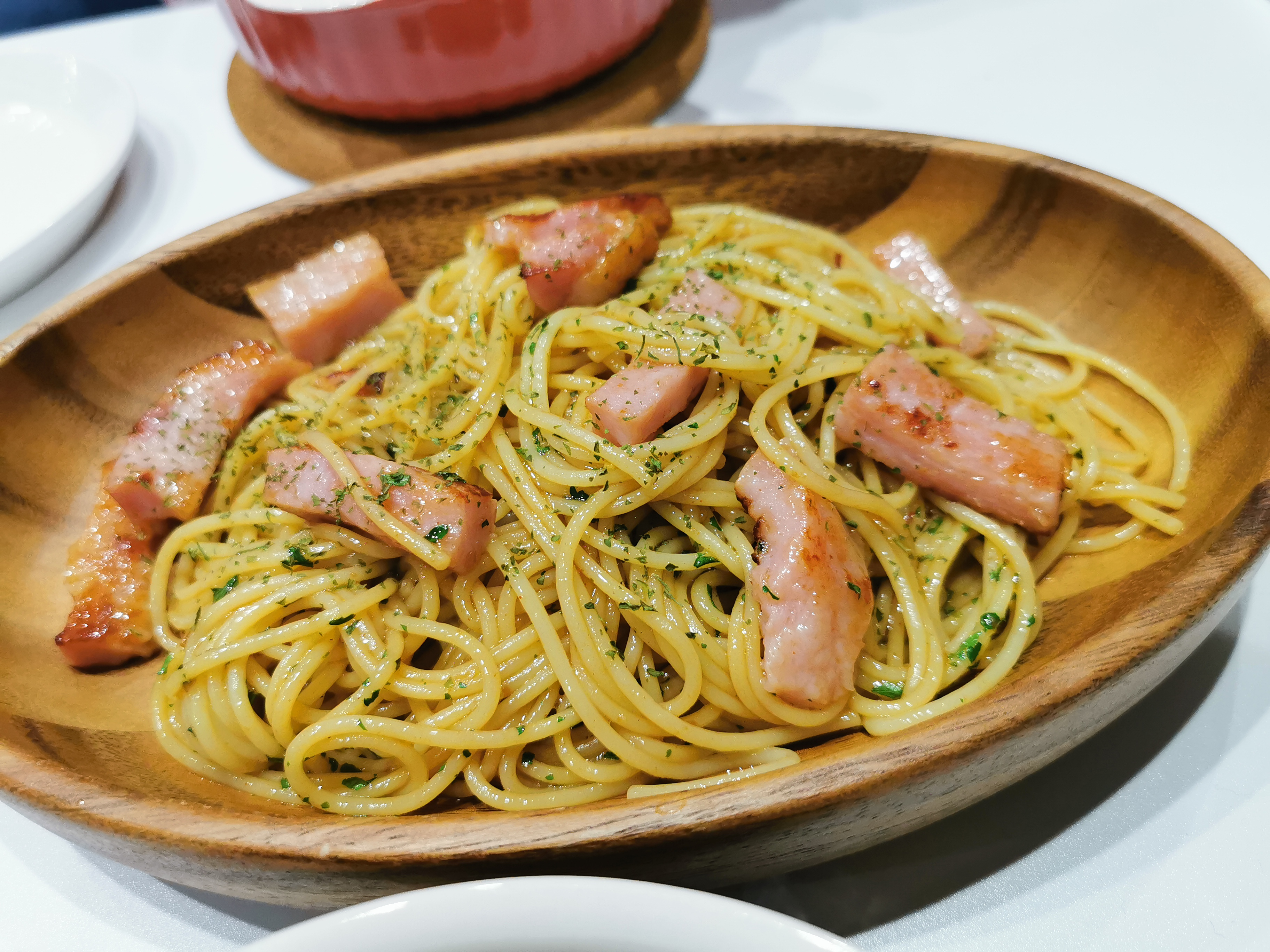
طبق سباغتي مع النقانق.
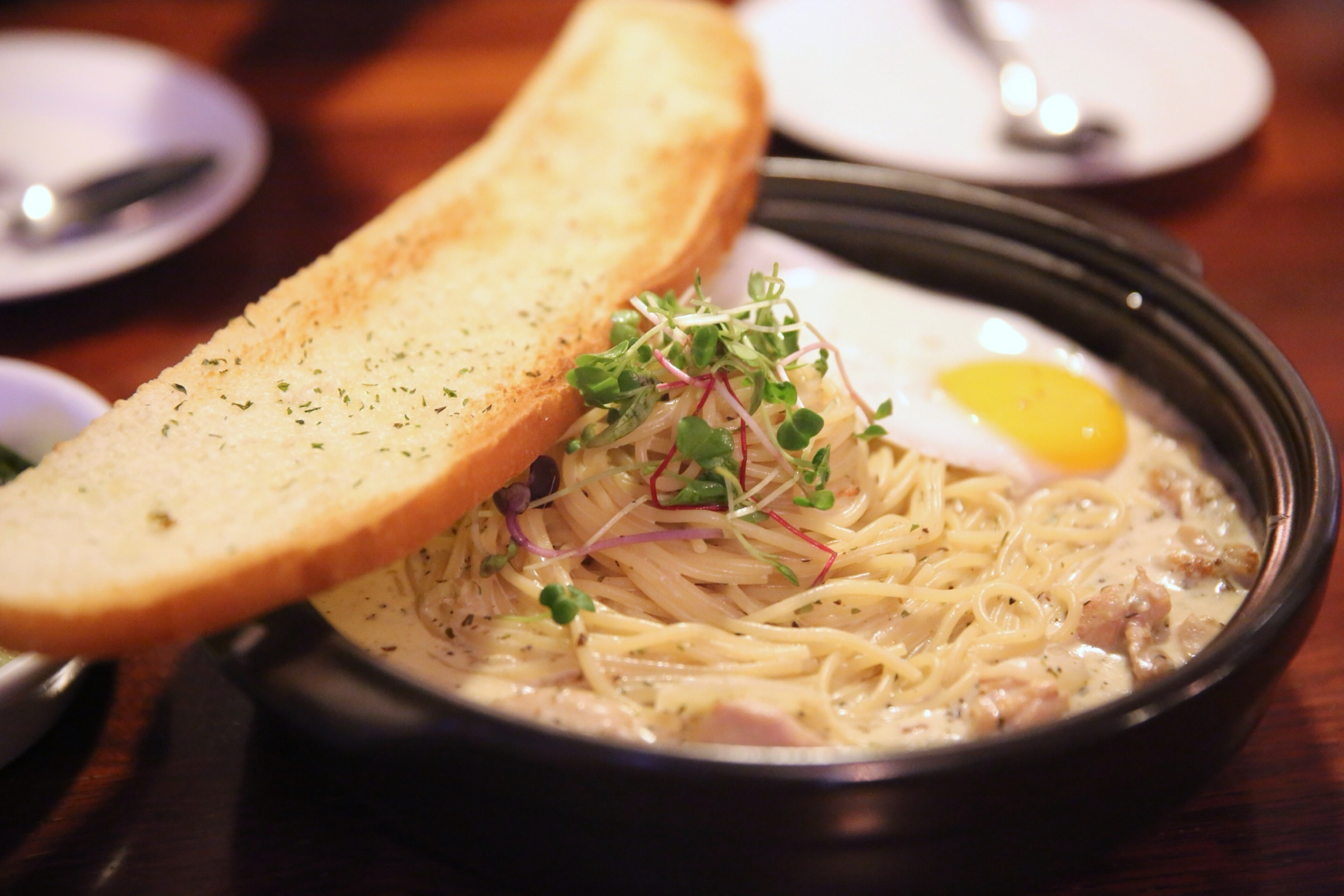
طبق سباغتي مع الدجاج والفطر.